# Wake Island
Wake Island (bra Nossos Mortos Serão Vingados) é um filme estadunidense de 1942, do gênero guerra, dirigido por John Farrow e estrelado por Brian Donlevy e Macdonald Carey. Baseado em acontecimento real e apresentado de forma semidocumental, o filme foi a primeira tentativa de mostrar a Segunda Guerra Mundial realisticamente, ainda que, ao fim e ao cabo, muito do realismo e da verdade histórica tenham sido sacrificados, em nome do sentimentalismo e de um heroísmo exacerbado. De qualquer forma, ele estabeleceu as regras para os filmes de combate que se seguiram.
A produção recebeu quatro indicações para o Oscar: Filme, Direção, Ator Coadjuvante (William Bendix) e Roteiro Original, além de vários outros prêmios.

## Sinopse
O major Geoffrey Caton chega a Wake Island, uma ilha no Pacífico a mais de 6000 km da Califórnia, para assumir o comando da guarnição norteamericana ali acampada. Ele não é nada querido pelos subordinados e ainda se indispõe com Shad McClosky, um engenheiro civil que veio supervisionar a construção de abrigos antibombas. Duas semanas depois, os japoneses atacam Pearl Harbor e, a seguir, a própria ilha. A partir desse momento, todas as rivalidades, inimizades e idiossincrasias são esquecidas em nome da pátria, o que dá oportunidade a manifestações de bravura, camaradagem e renúncia. Durante vários dias, os soldados estadunidenses resistem bravamente às forças em número esmagadoramente maior do inimigo, preferindo a morte à rendição.

## Elenco
| Ator/Atriz      | Personagem                  |
| --------------- | --------------------------- |
| Brian Donlevy   | Major Geoffrey Caton        |
| Macdonald Carey | Tenente Bruce Cameron       |
| Robert Preston  | Soldado Joe Doyle           |
| William Bendix  | Soldado Aloysius K. Randall |
| Albert Dekker   | Shad McClosky               |
| Walter Abel     | Comandante Roberts          |
| Rod Cameron     | Capitão Pete Lewis          |
| Mikhail Rasumny | Ivan Probenzky              |
| Jack Mulhall    | Dr. Parkman (não-creditado) |

## Principais premiações
| Prêmio                       | Categoria                                                                                    | Situação  |
| ---------------------------- | -------------------------------------------------------------------------------------------- | --------- |
| Oscar                        | Melhor Filme Melhor Direção Melhor Ator Coadjuvante (William Bendix) Melhor Roteiro Original | Indicado  |
| Film Daily                   | Dez Melhores Filmes de 1942                                                                  | Escolhido |
| National Board of Review     | Melhor Filme                                                                                 | Indicado  |
| New York Film Critics Circle | Melhor Diretor                                                                               | Vencedor  |
| New York Times               | Dez Melhores Filmes de 1942                                                                  | Escolhido |